# Kurtyna uszczelniająca
Kurtyna uszczelniająca – urządzenie zabezpieczające prace przeładunkowe przed oddziaływaniem czynników atmosferycznych. Kurtyny te mogą być mechaniczne bądź wypełnione sprężonym powietrzem (pneumatyczne) lub specjalną pianką.